# Pisita
Pisita ou Thisita est une ancienne ville de la province romaine de Proconsulaire située à l'emplacement de la localité actuelle de Bechateur en Tunisie. Pisita est aujourd'hui un siège titulaire de l'Église catholique. 

## Situation géographique
Le site de Pisita est situé  à l'emplacement du village actuel de Bechateur, au nord-ouest de Bizerte.

## Siège épiscopal

### Durant l'Antiquité
Durant l'Antiquité tardive, Pisita est un siège épiscopal de la province romaine d'Afrique Proconsulaire, suffragant du diocèse de Carthage.

### Siège titulaire de l'Église catholique
Depuis 1933, Pisita compte parmi les sièges titulaires de l'Église catholique. 

#### Liste des évêques titulaires de Pisita
| Début            | Fin               | Nationalité | Nom                            | Fonction exercée                                           |
| ---------------- | ----------------- | ----------- | ------------------------------ | ---------------------------------------------------------- |
| 21 juillet 1936  | 12 août 1961 †    | Italie      | Giovanni C. Luigi Marinoni     | Vicaire apostolique d'Érythrée (en), Capucin (O.F.M. Cap.) |
| 12 novembre 1962 | 25 février 2021 † | France      | Yves Ramousse                  | Vicaire apostolique de Phnom-Penh (Cambodge)               |
| 15 octobre 2021  |                   | France      | Guillaume Leschallier de Lisle | Évêque auxiliaire de Meaux                                 |